# ASAC Concorde
L'ASAC Concorde (àrab: الجمعية الرياضية الفنية و الثقافية للوئام, al-Jamaʿiyya ar-Riyāḍiyya al-Fanniyya wa-ṯ-Ṯaqāfiyya li-l-Wiʾām, ‘Associació Esportiva Artística i Cultural de la Concòrdia’; francès: Association Sportive Artistique et Culturelle de la Concorde) és un club de futbol maurità de la ciutat de Nouakchott.

## Palmarès
Lliga mauritana de futbol
- 2008, 2017.[4]

Copa mauritana de futbol
- 2009.[5]

Copa de la Lliga Nacional
- 2012

Supercopa mauritana de futbol
- 2012, 2017